# Агата Агатовська
Агата Агатовська (народилася 30 грудня 1976 року в Освенцимі) — польська скульпторка

## Біографія
У 1996—2001 роках вивчала скульптуру в Академії образотворчих мистецтв у Вроцлаві в майстерні проф. Алойзи Грита. Диплом магістра "Між скульптурою та телевізором. Розвиток мультимедійних практик у Вроцлаві захистила в 2001 році. У 2004—2012 роках продовжила мистецьку освіту у галузі скульптури та сценографії в Кунстакадемії Дюссельдорфа у Німеччині в студіях проф. Томас Грюнфельда та проф. Карла Кнайдла. У 2012 році отримала диплом німецького університету, а потім захистила докторську дисертацію під назвою «Catwalk to a Dream. Котячим кроком до сну» в Академії образотворчих мистецтв у Вроцлаві. У 2019 році отримала ступінь габілітованого лікаря у Краківському педагогічному університеті. Назва хабілітації — «Скульптури з майбутнього». З 2017 року викладає скульптуру на факультеті мистецтв Краківського педагогічного університету.
У 1997—2000 роках здобула освіту з пантоміми в Театрі Форми імені Юзефа Маркоцького та Театрі Пантоміми імені Генрика Томашевського у Вроцлаві. Брала участь у театральних майстернях Інституту ім Єжи Гротовського у Вроцлаві.
У 2002—2006 роках співпрацювала як актриса пантоміми з театром «Velvets Theater» у Вісбадені в Німеччині.
Ролі: Паміна — «Чарівна флейта» Вольфганга Амадея Моцарта, Антоніа — «Казки Гофмана» Жака Оффенбаха, Троянда і п'яниця — «Маленький принц» Антуана де Сент Екзюпері, Ворожка — «Піноккіо» — Карло Коллоді та інші.
Численні вистави на сценах театрів, серед яких: Komödie Düsseldorf у Дюссельдорфі, Kleines Theater в Бонні, Komödie у Франкфурт-на-Майні, а також у театрі «Velvets Theater» у Вісбадені в Німеччині. Разом з «Velvets Theater» виступала на Міжнародному фестивалі театрів ляльок у Шарлевіль-Мезьєр у Франції та взяла участь у гастролях по Нідерландах.
З 2014 року є членом Gesellschaft für Moderne Kunst am Museum Ludwig у Кельні у Німеччині.

## Ювілейна виставка
У 2016 році відбулася велика ювілейна виставка Агати Агатовської під назвою «Скульптури з майбутнього» в Освенцимі. Виставка була підсумком попередньої роботи скульпторки.
Ідея виставки полягала в тому, щоб представити позитивні елементи міста, обтяженого трагічною історією війни, та приверненню уваги мешканців до майбутнього.
Презентація охопила всі основні культурні заклади та завершилась на ринку Освенціма. Тут була представлена скульптура «Без назви (Червона)» — перша скульптура з часів Другої світової війни, яка з'явилася в самому центрі міста, свого роду свідок сучасної історії.
Скульптура була представлена до кінця 2019 року. Робота викликала постійні суперечки серед деяких мешканців, що призвело до вивезення скульптури з ринку.

## Скульптури в публічному просторі
- «Ice Cream», Музей японського мистецтва та техніки Манггха, Краків[8]

- «Catwalk to a Dream 3» ; «Купання в піні» ; «без назви», Центр польської скульптури в Оронську

- «David Bowie Fangirl»; «Miś Uszatek»; «Różowa kokarda»; «Kot», Муніципальна публічна бібліотека ГАЛЕРЕЯ КНИГ, Освенцим[6]

## Галерея

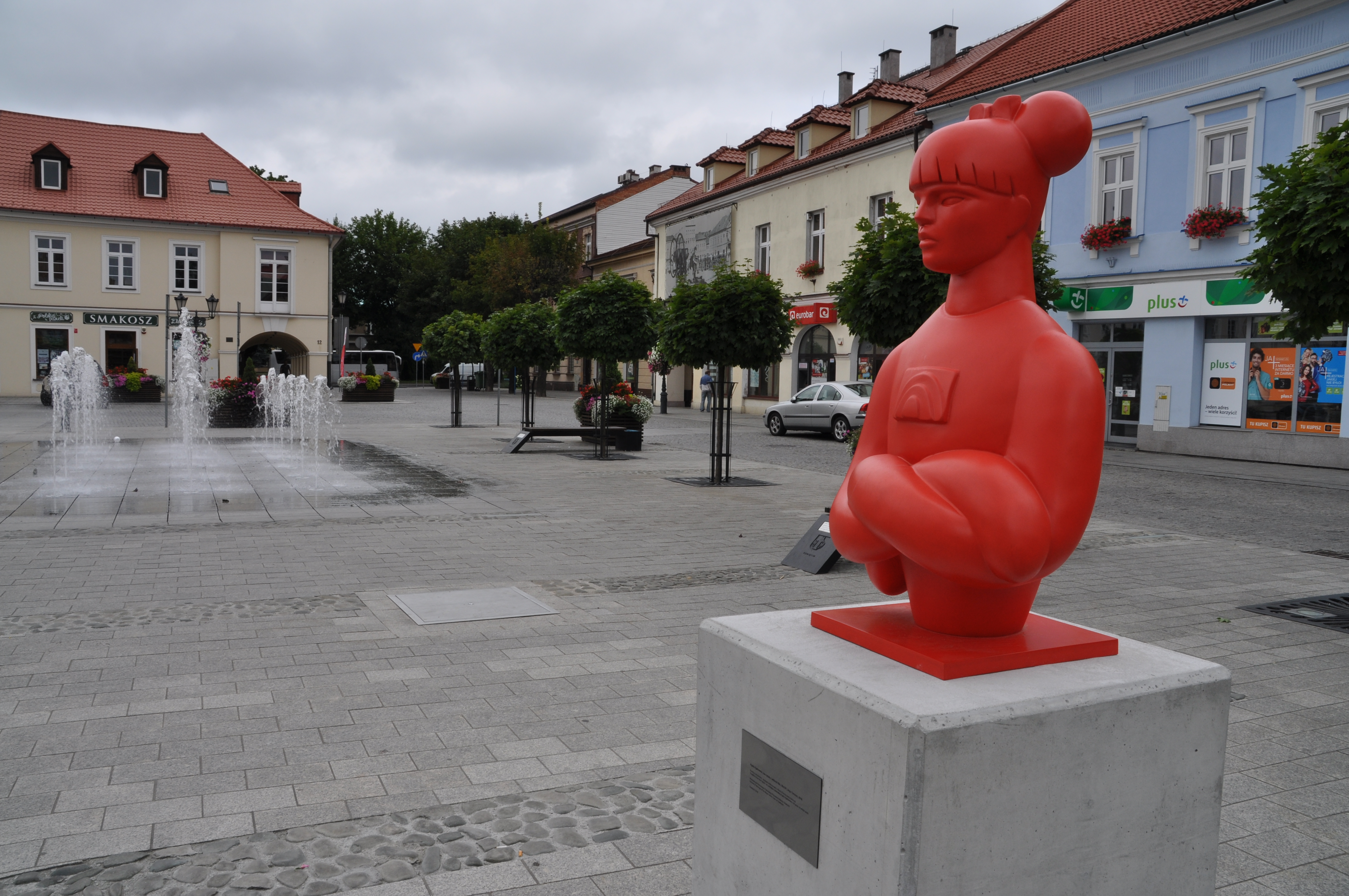
«Без назви (Червона)» (2016), Ринкова площа в Освенцим
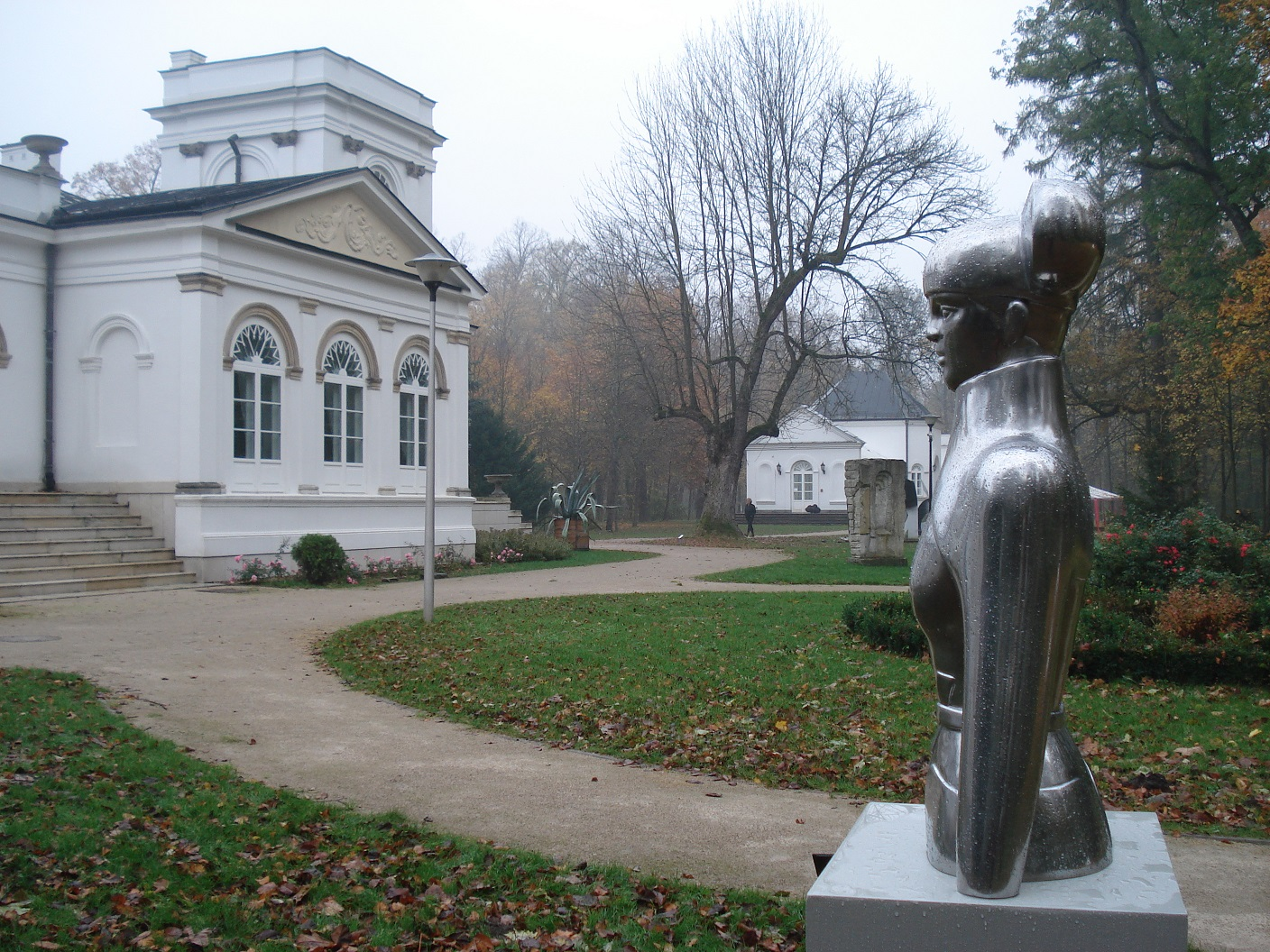
«Catwalk to a Dream 3» (2012), Центр польської скульптури в Оронському
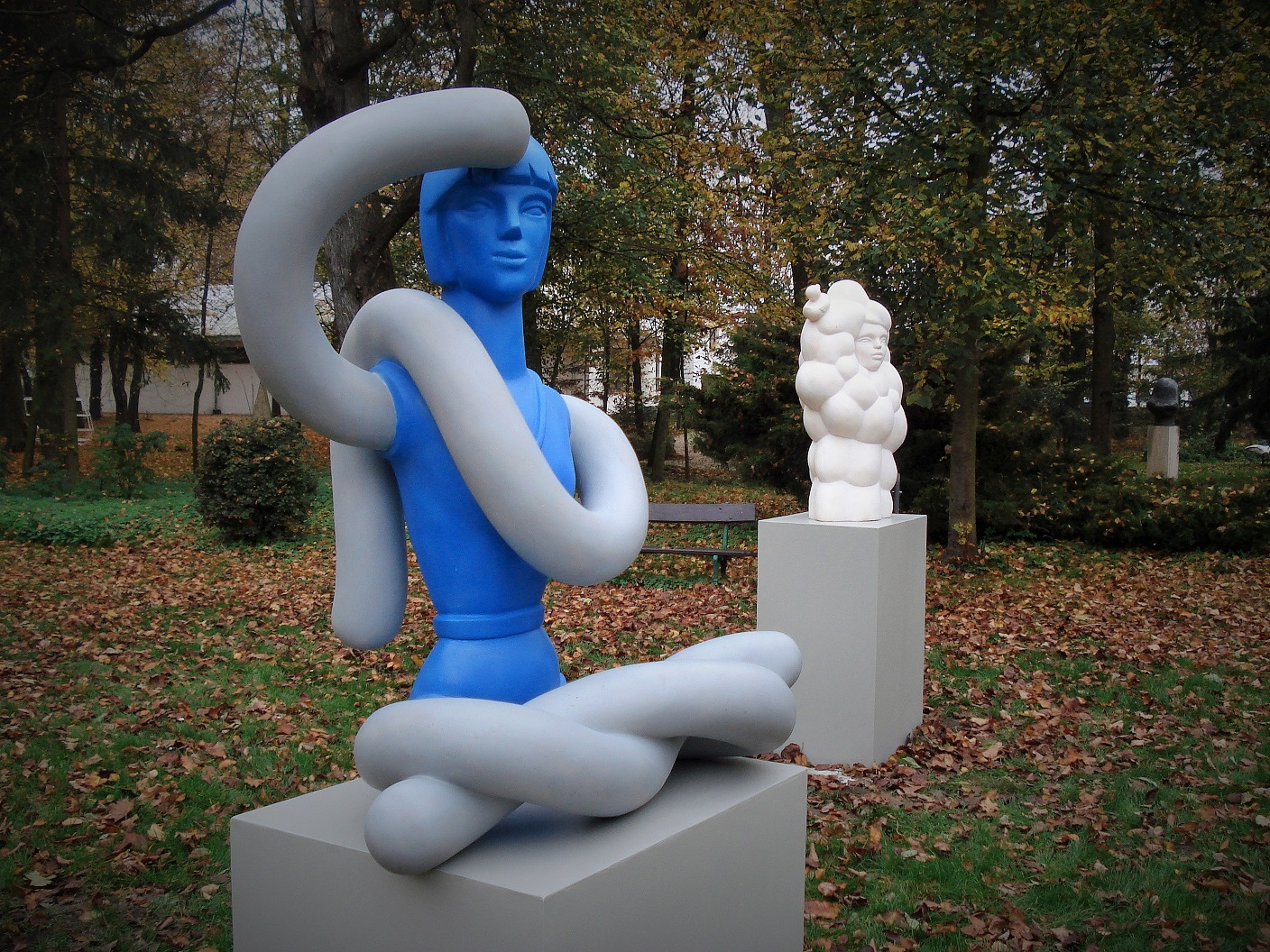
«Без назви» (2015)
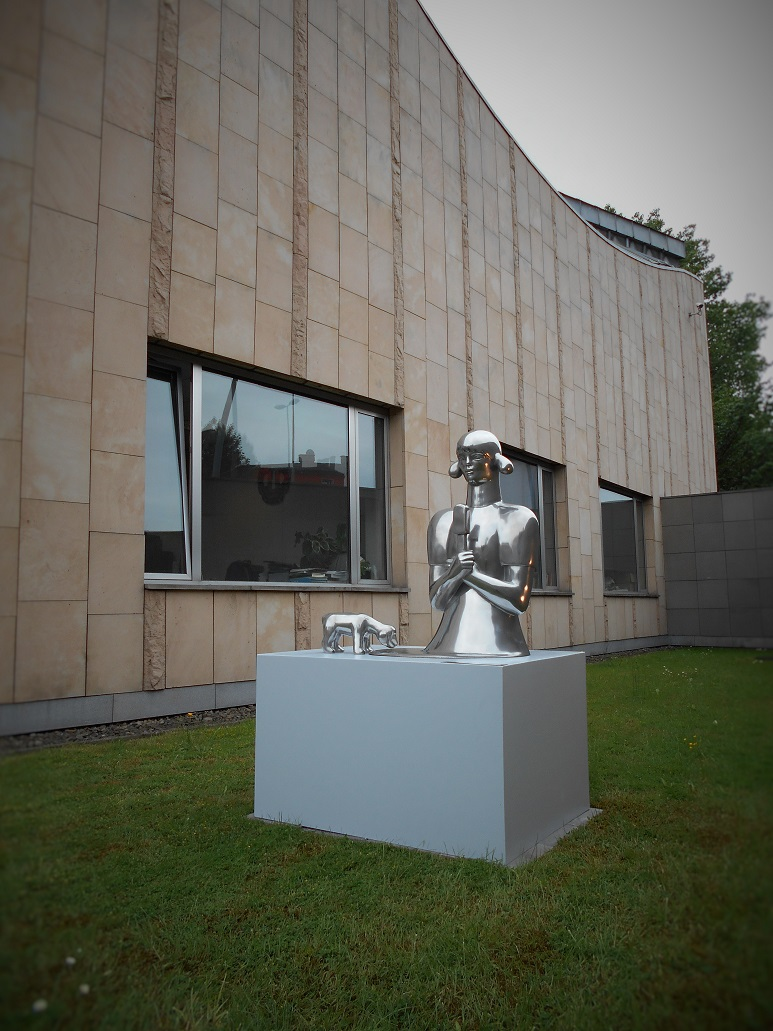
«Ice Cream» (2013), Музей японського мистецтва та технологій Мангги у Кракові
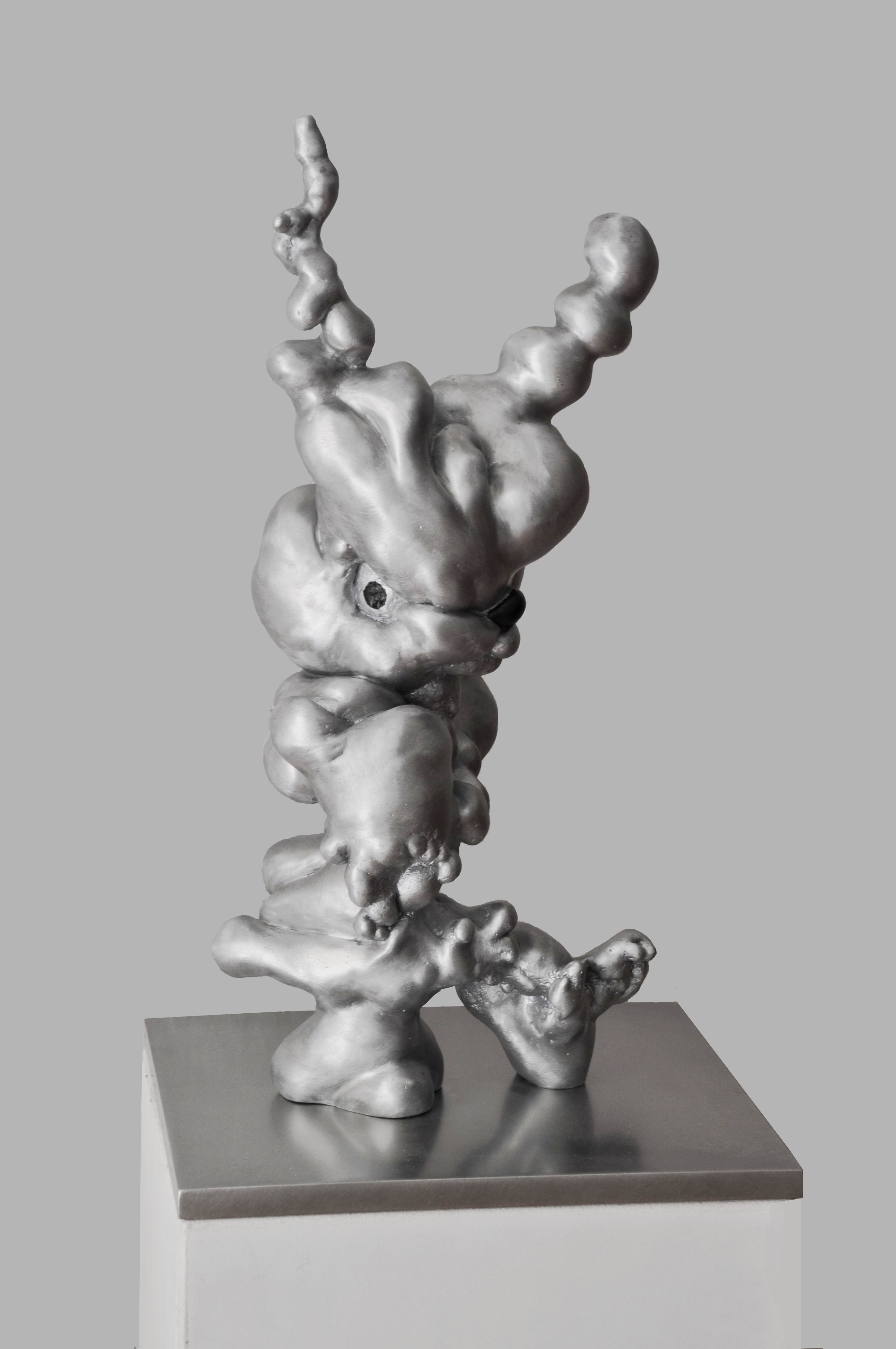
«Кролик» (2014)
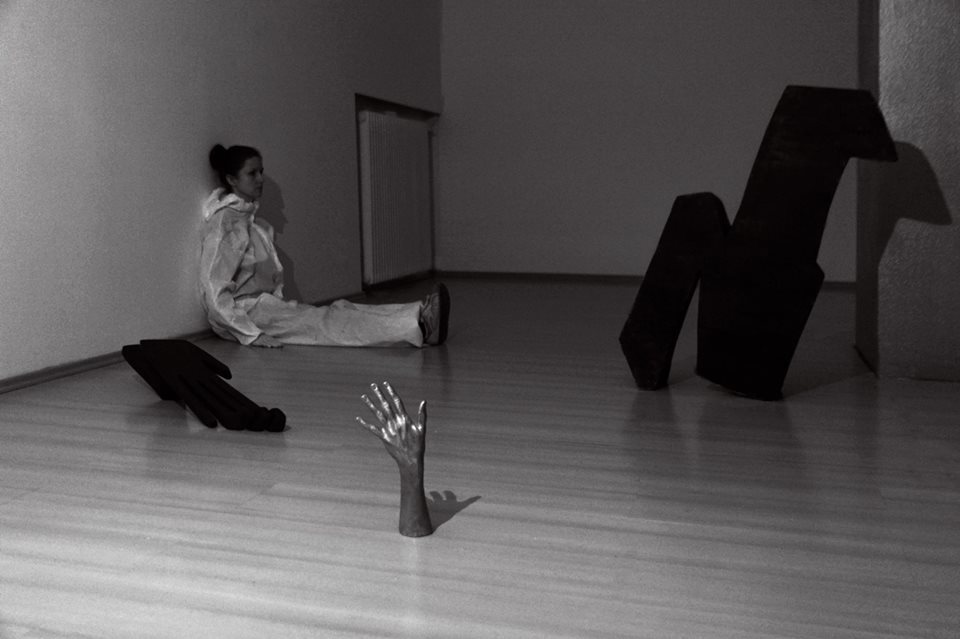
«Тінь руки» (2014)

## Нагороди
- Стипендія ім. Фрідріха Ш. Шнайдера-Штифтунга, Дюссельдорф, Німеччина (2006 р.)

- Стипендія Hedwig і Robert Samuel-Stiftung, Дюссельдорф, Німеччина (2007)

- Гран-прі 5. Молодіжна бієнале мистецтва «Rybie Oko», BGSW, Słupsk (2008)

- Премія Дармштадтер Сезесія, Дармштадт, Німеччина (2008)

- Почесне згадування про місто Освенцим у галузі культури (2013)

- Особистість року 2017 року в категорії культури на плебісциті «Газета Краківська» (2018)

- Стипендія міста Освенцим (серед інших 2016, 2017, 2018, 2019)

## Виставки
- «Rzeźba», BWA Zielona Góra (2009)
- «Rzeźba», BGSW, Słupsk (2010)
- «Rzeźba», Galeria Bielska BWA, Bielsko-Biała (2010)
- «Skulpturen», von frauenberg art gallery, Düsseldorf, Niemcy (2011)
- «Challenge of Art», Galeria Strefa A, Galeria Domu Norymberskiego, Kraków
- «Art meets Fashion / inline unlimited»,  [Архівовано 19 вересня 2020 у Wayback Machine.] von fraunberg art gallery, Düsseldorf, Niemcy (2015)
- «Double Story», Galerie města Třince, Czechy (2015)
- «Rzeźby z przyszłości», Rynek w Oświęcimiu, Muzeum Żydowskie, Muzeum Zamek, MDSM, Miejska Biblioteka Publiczna GALERIA KSIĄŻKI, OCK, Oświęcim (2016)
- «Dzień na Marsie / One Day on Mars», Galeria Bielska BWA, Bielsko-Biała (2017)
- «Skulptur / Rzeźba», Konsulat Generalny RP, Kolonia, Niemcy (2017)
- «Rzeźba i rysunek», Galeria Muzalewska, Poznań (2017)
- «Widoki z Marsa / The Views from Mars», Galeria BWA, Gorzów Wielkopolski (2017)
- Międzynarodowa konferencja «Rzeźba dzisiaj II: Sztuka w przestrzeni publicznej», Centrum Rzeźby Polskiej w Orońsku (2017)
- «Skulpturen aus der Zukunft (Fortzetzung)», Instytut Polski w Düsseldorfie, Niemcy (2018)
- Prezentacja rzeźby «Ice Cream», Muzeum Sztuki i Techniki Japońskiej Manggha, Kraków (2018)

## Публікації
- Агата Агатовська, «Скульптури з майбутнього», Видавець: Педагогічний університет ім Національний комітет з питань освіти у Кракові, 2019; ISBN 978-83-8084-216-8
- «Агатовська», Видавець: Галерея Музалевська, 2017
- «Скульптури з майбутнього / Skulpturen aus der Zukunft / Sculptures from the Future», Видавець: Уряд міста Освенцим, 2016; ISBN: 978-83-940335-9-0
- «Агата Агатовська», Видавець: Балтійська галерея сучасного мистецтва, Галерея бельська БВА, БВА Зелена Гура, 2009; ISBN: 978-83-61-773-04-7